# Sphaerodactylus streptophorus
Sphaerodactylus streptophorus este o specie de șopârle din genul Sphaerodactylus, familia Gekkonidae, descrisă de Thomas și Schwartz 1977. A fost clasificată de IUCN ca specie cu risc scăzut.

## Subspecii
Această specie cuprinde următoarele subspecii:
- S. s. sphenophanes
- S. s. streptophorus